# Hamadryas arinome
Hamadryas arinome là một loài bướm Hamadryas trong họ Nymphalidae. Nó được tìm thấy ở México phía nam đến lưu vực Amazon.
Ấu trùng ăn loài Dalechampia triphylla.

## Phân loài
Loài này có các phân loài sau:
- Hamadryas arinome arinome (French Guiana, Peru, Brazil)
- Hamadryas arinome arienis (Panama, Colombia)
- Hamadryas arinome obnutila (Brazil)

## Hình ảnh

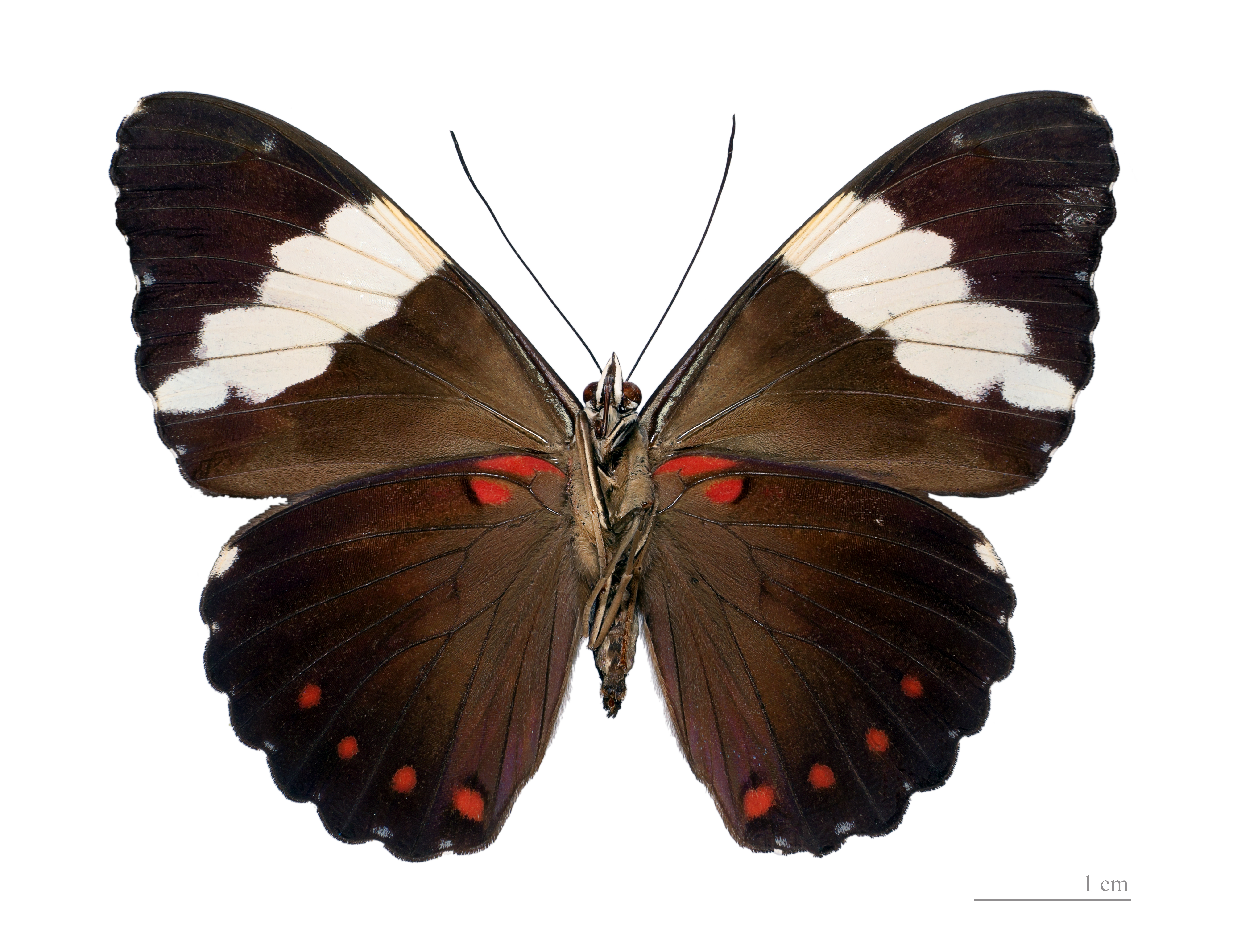
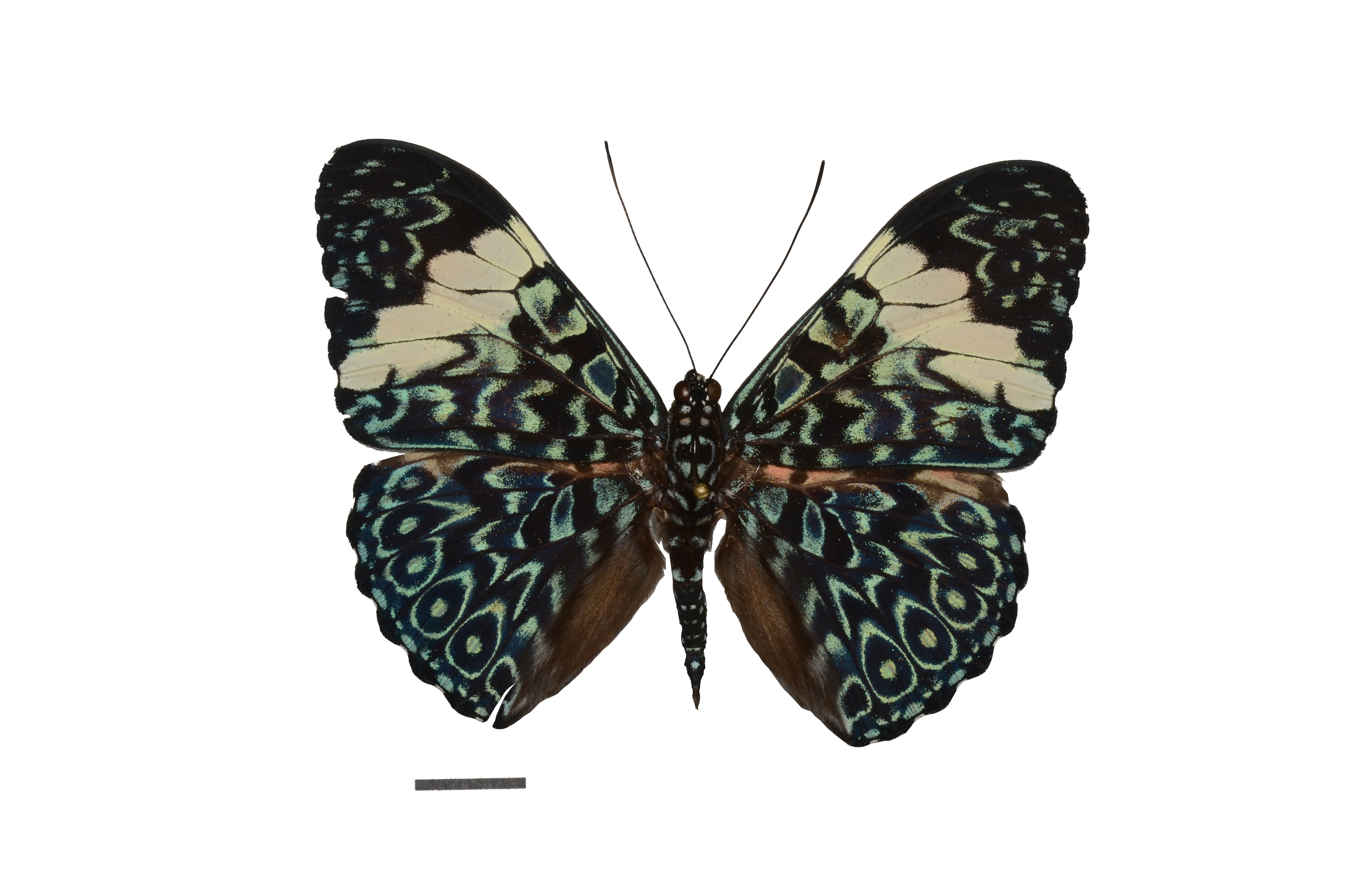